# Vito Pardo

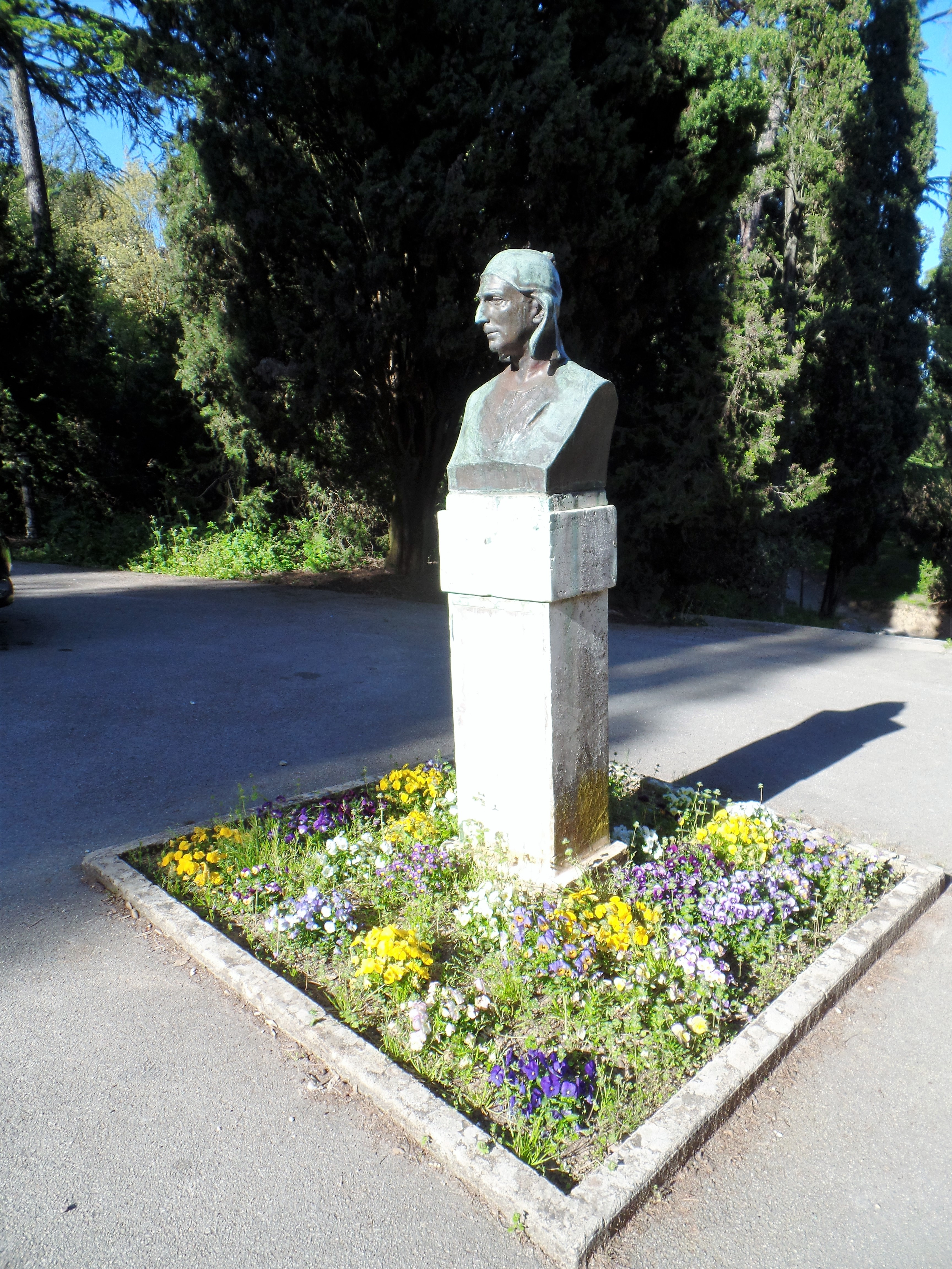
Vito Pardo - autoritratto in bronzo nel Parco di Castelfidardo, con cappello da ciclista (1923). Ne esiste una copia agli Uffizi.

Vito Pardo (Venezia, 25 marzo 1872 – Roma, 1933) è stato uno scultore italiano della corrente del realismo, con influssi impressionistici e alcuni richiami al liberty. È noto specialmente per le innovazioni introdotte nel suo Monumento nazionale delle Marche, celebrante la battaglia di Castelfidardo.

## Biografia
Fu dapprima allievo di Antonio Dal Zotto; una volta trasferitosi a Roma, di Giulio Monteverde; fu amico di Giovanni Pascoli. 
Sue opere, soprattutto monumenti di grandi dimensioni in bronzo fuso, sono presenti sia in Italia che all'estero.
Fu iniziato in Massoneria nella Loggia Universo di Roma il 17 novembre 1911,  promosso al grado di Compagno d'Arte il 25 maggio 1912 e al grado di Maestro il 24 settembre dello stesso anno. Affiliato alla medesima loggia, il 24 ottobre 1914 fu proposto per l'elevazione al 4º grado del Rito scozzese antico ed accettato.
Vito Pardo era un appassionato ciclista: il 12 giugno del 1897 guidò un gruppo di ciclisti romani verso Napoli, con lo scopo coprire la tappa in un giorno solo, cosa che poi effettivamente avvenne.

## Opere principali e conosciute (incompleto)

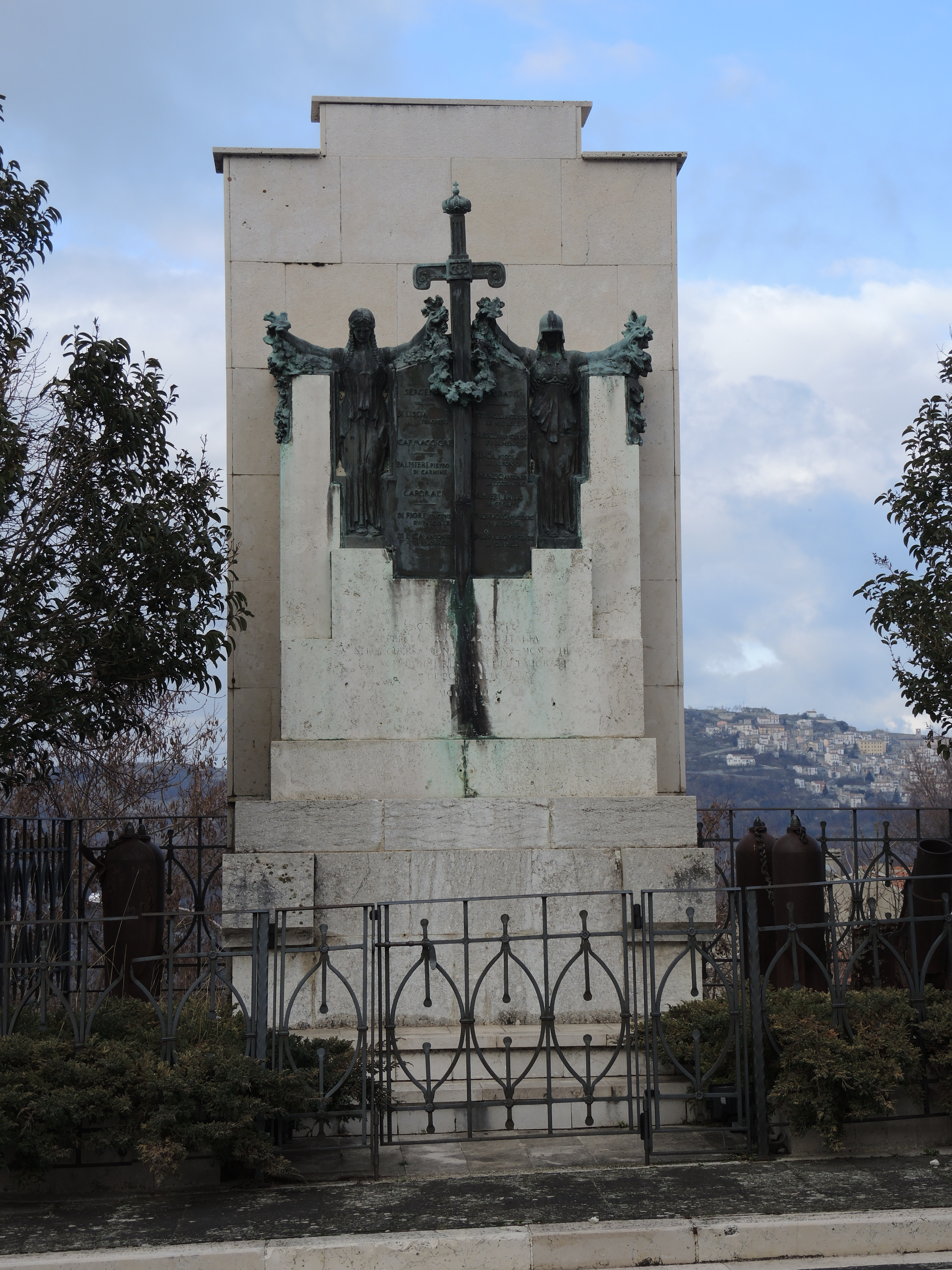
Il Monumento ai Caduti di Borrello (Chieti)

- Monumento nazionale delle Marche a Castelfidardo,[7] eretto a ricordo della battaglia di Castelfidardo e del generale Cialdini.
- Memoriale ai caduti, dedicato all’insurrezione pergolese del 1860 e ai Caduti delle due guerre mondiali, civili e militari, municipio di Pergola, 1933.
- Cofano portabandiera dell'incrociatore coloniale Basilicata (1917).
- Monumento ai caduti della Prima guerra mondiale di Montecarotto.[8] L'opera è stata progettata e costruita sulla facciata dell'antica chiesa conventuale di San Francesco di Montecarotto. Il monumento si compone di parti lapidee e dall'artistico portone, costituito da trentadue formelle lignee che rappresentano gli stemmi delle Armi del Regio Esercito Italiano intagliate a partire da disegni originali dello stesso autore.
- Monumento in onore dei caduti della prima guerra mondiale di Monteleone di Puglia.[9]
- Monumento ai Caduti della Guerra 1915-1918 di Borrello.[10]
- Monumento all'Italia che accoglie il giuramento dell'Annessione partenopea. Il monumento si trova nei giardini pubblici di Grottammare.[11][12]
- Monumento ai militi della guardia di finanza caduti nel terremoto del 1908. L'opera si trova nel cimitero monumentale o Gran Camposanto di Messina.[13]
- Busto di Luigi Mercantini a Ripatransone.
- Busto di Francesco Lomonaco al Pincio di Roma.
- Bassorilievo bronzeo in memoria di Nazario Sauro già murato presso il luogo dell'esecuzione presso le carceri militari a Pola; ora nella piccola darsena dell'Arsenale di Venezia.
- Monumento nella piazza d'armi della caserma Rosso del Genio militare della città militare della Cecchignola in Roma, che porta la scritta: AVANTI È LA VITA!

## Vito Pardo nei musei
- Museo civico e della mail art di Montecarotto (AN)

## Galleria d'immagini

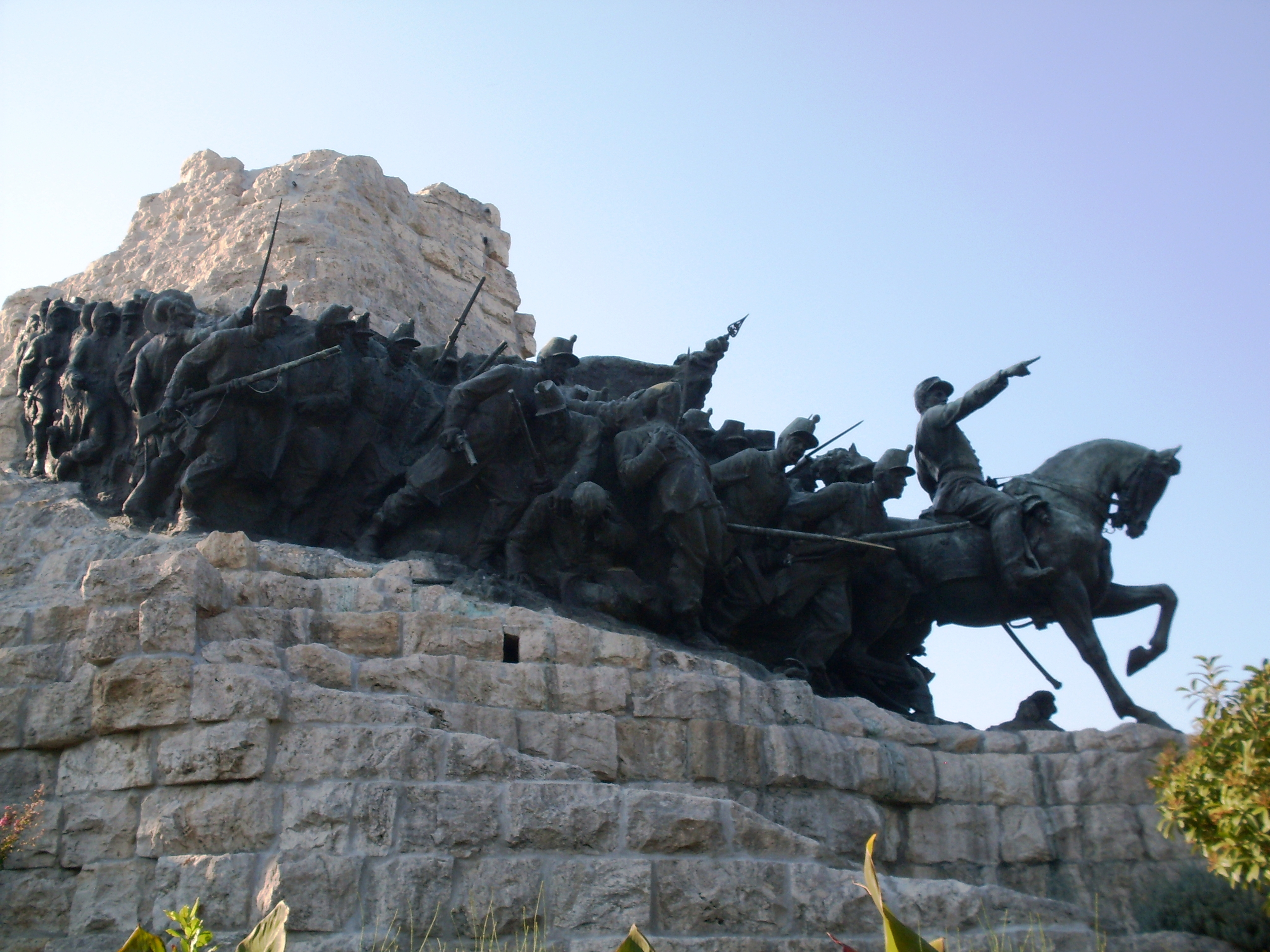
Il Monumento nazionale delle Marche di Vito Pardo
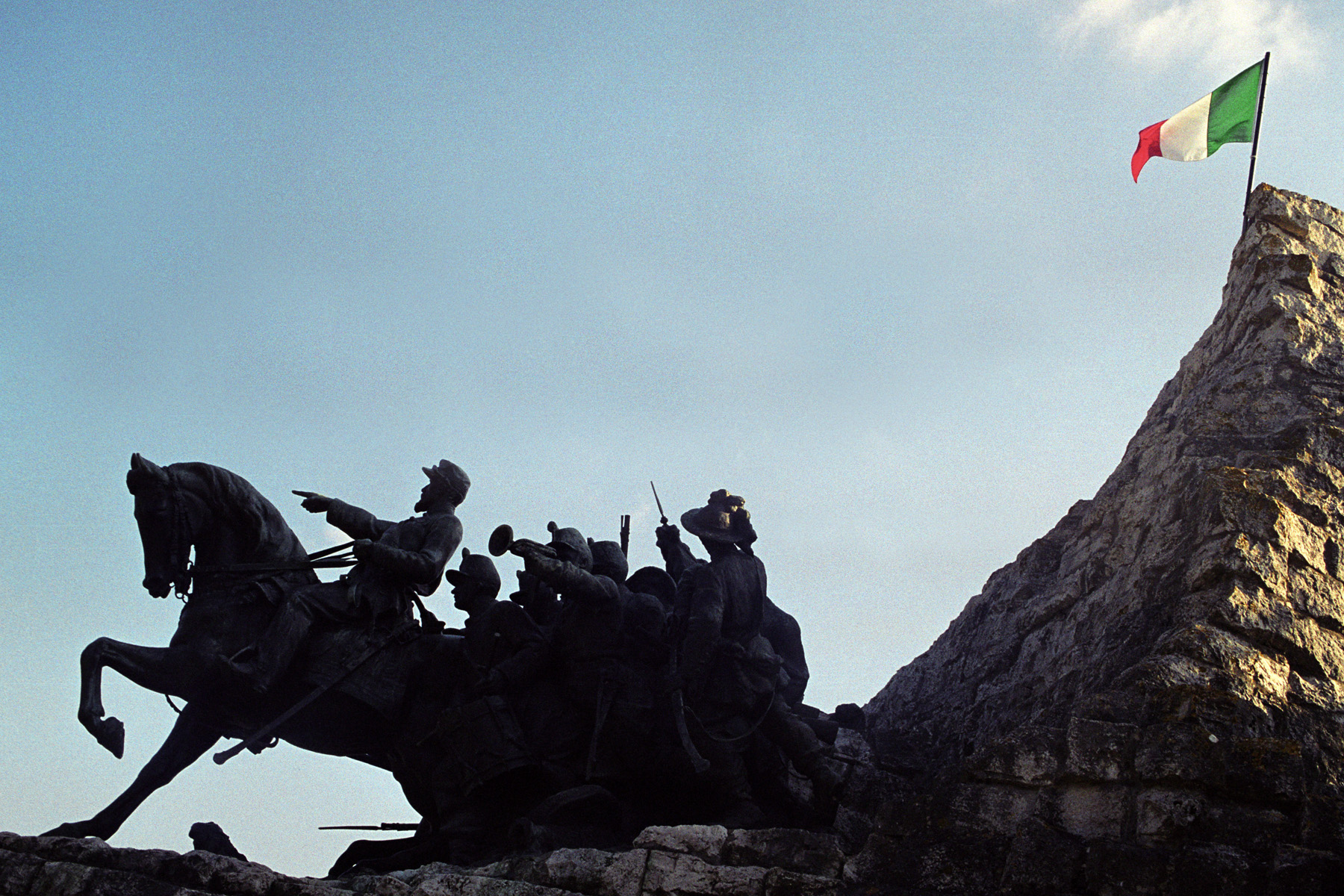
Il Monumento Nazionale delle Marche di Vito Pardo
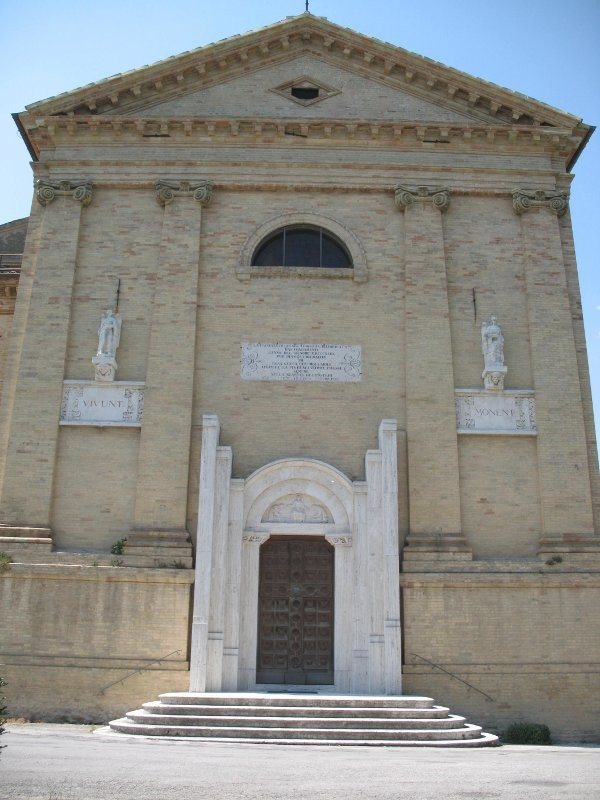
Chiesa di San Francesco di Montecarotto, facciata e monumento ai caduti della Grande guerra di Vito Pardo
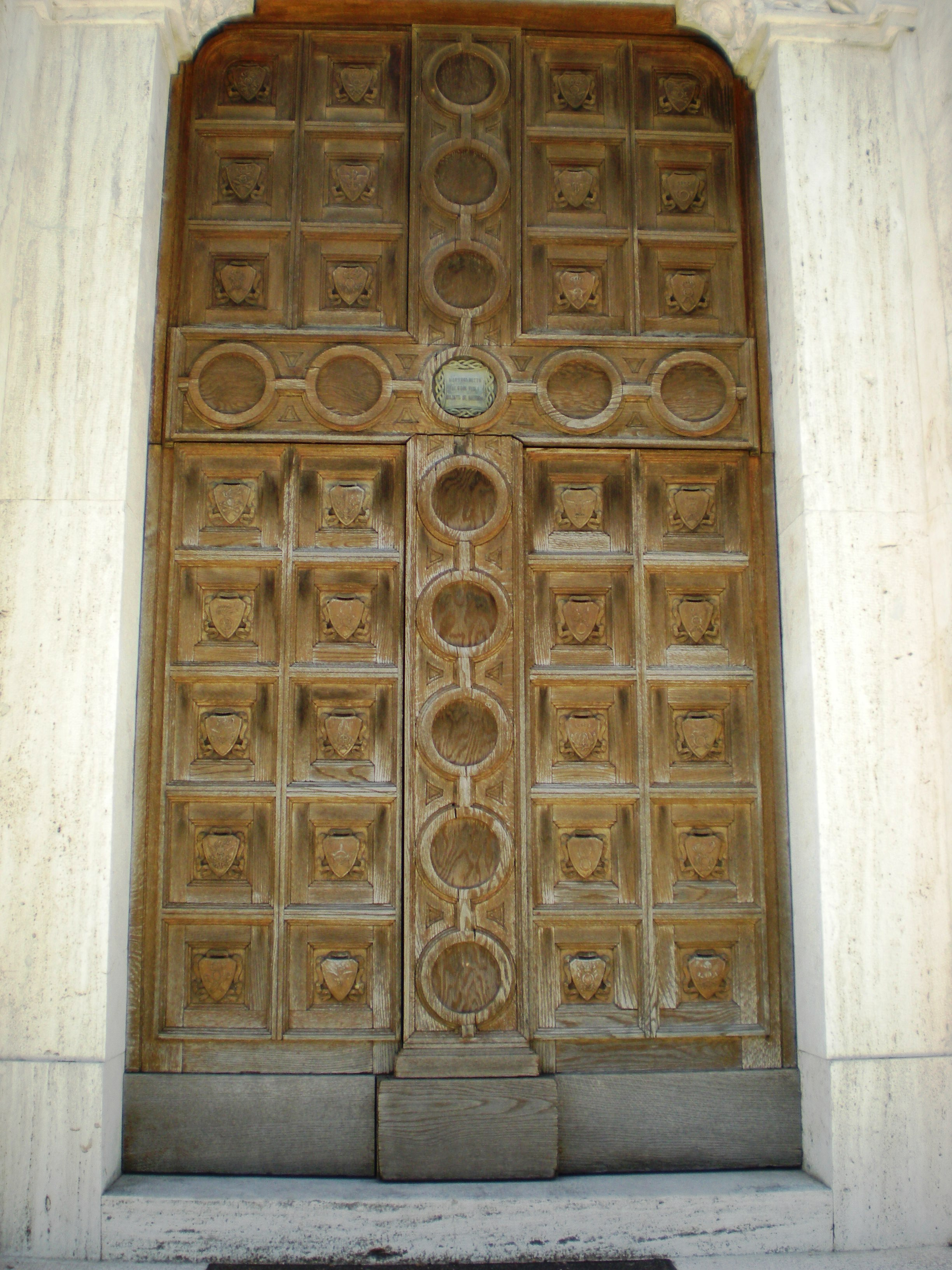
Portone monumentale della Chiesa di San Francesco di Montecarotto, parte del monumento ai caduti della Grande guerra di Vito Pardo
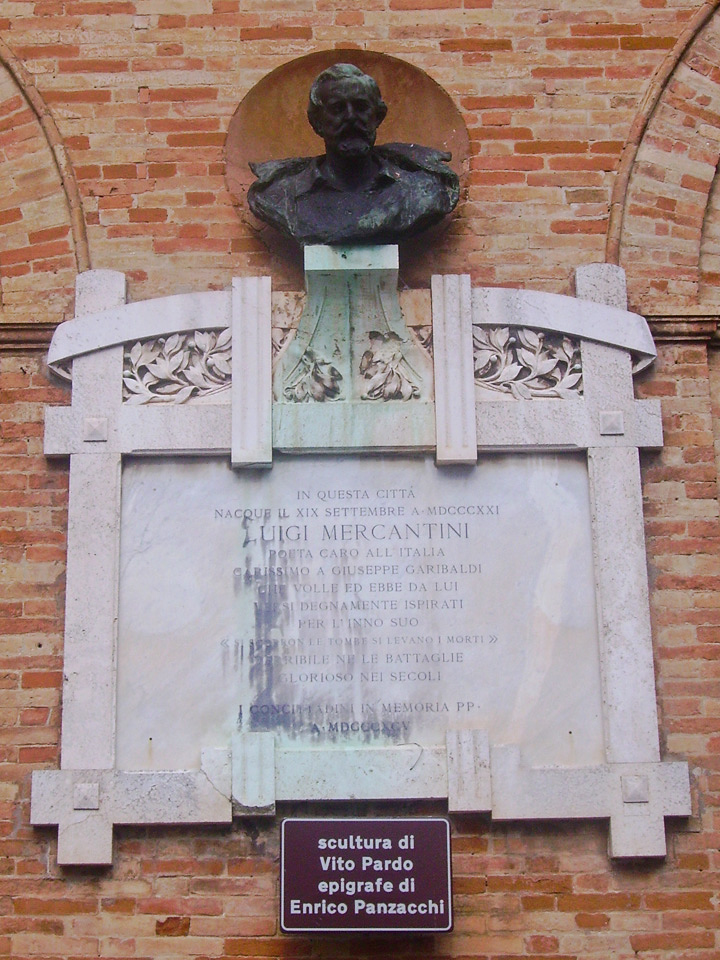
Busto di Luigi Mercantini a Ripatransone, di Vito Pardo
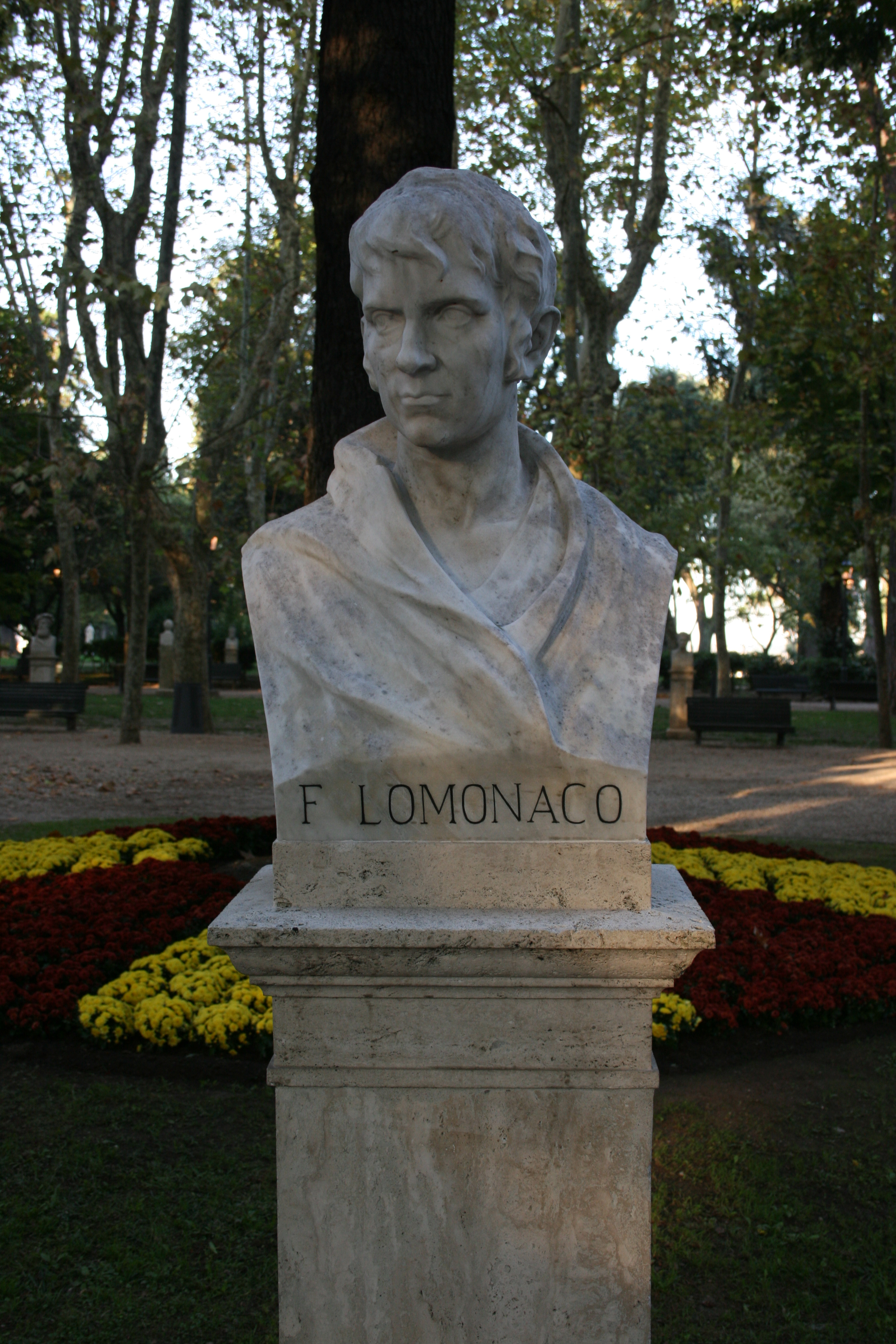
Busto di Francesco Lomonaco ai giardini del Pincio a Roma